# August De Boodt
Augustus Franciscus Joseph De Boodt (Nieuwmunster, 30 december 1895 – Turnhout, 21 maart 1986) was Belgisch ingenieur en politicus voor het Katholieke Verbond en de CVP. 

## Biografie
De Boodt deed zijn humaniorastudies aan het bisschoppelijk Sint-Aloysiuscollege van Menen en promoveerde in 1921 tot landbouwingenieur aan de Katholieke Universiteit Leuven. Hij was er actief lid en senior van de Leuvense studentenclub Moeder Meense.
De Boodt trouwde met Pauline Vermeylen en werd vader van vijf kinderen. Hij ging werken voor de Belgische Boerenbond en vestigde zich in 1928 in Turnhout waar hij de promotor werd van landbouw- en veeteeltverbeteringen in de Kempen. Hij stichtte er verschillende landbouwverenigingen. Ook speelde hij een rol in de Provinciale Landbouwkamer en in de Hoge Landbouwraad.
Van 1936 tot 1946 was hij Gemeenteraadslid in Turnhout. In 1936 werd hij verkozen tot katholiek senator voor het kiesarrondissement Mechelen-Turnhout en vervulde dit mandaat tot in 1968. Senator De Boodt zetelde gedurende 30 jaar in de Senaat waar hij deelnam aan de werkzaamheden van het Centrum Harmel en lid was van de commissies Landsverdediging en Landbouw en van de commissie van het Marshallplan. 
In 1936 steunde hij het beginselakkoord tussen het Vlaams Nationaal Verbond (VNV) en de Katholieke Vlaamse Volkspartij (KVV). In 1938 zorgde hij in de Senaat voor een incident door te zeggen dat de Vlaamse belangen voor de Belgische gingen. Toen VNV-leider Staf de Clercq in mei 1940 als verdachte door de Belgische Staatsveiligheid werd opgepakt bemiddelde De Boodt samen met Eugène Soudan voor diens vrijlating bij minister van Justitie Paul-Emile Janson. Na de Tweede Wereldoorlog veroordeelde hij de onrechtvaardigheden van de repressie. Toen hij zelf van collaboratie werd beschuldigd, won hij een proces dat hij wegens eerroof had aangespannen. Bij de opheffing van de parlementaire onschendbaarheid van Hendrik Borginon en Edmond Van Dieren verdedigde hij zijn collega's. Ook steunde hij de amnestie van pater Jules Callewaert.
Van augustus 1950 tot januari 1952 werd hij Minister van Wederopbouw, in de homogene CVP-regering-Pholien die tot stand kwam na de afwikkeling van de Koningskwestie. Hij kwam in de regering de groep van meer Vlaamsvoelende politici versterken (André Dequae, Geeraard Van Den Daele, Paul Willem Segers, Albert Coppé), om aan het grote ongenoegen aan Vlaamse kant over die afwikkeling tegemoet te komen. Deze ministers namen, enkele dagen na hun aanstelling, deel aan de jaarlijkse IJzerbedevaart. Op de vooravond van die bedevaart schreef De Boodt een bedrag van 1 miljoen frank in op zijn begroting, voor de wederopbouw van de gedynamiteerde IJzertoren.
Hij werd ereburger van Tessenderlo.